# Ea (gud)
 For alternative betydninger, se Ea. (Se også artikler, som begynder med Ea)
Ea (på sumerisk Enki) var i babylonisk-assyrisk mytologi gud for ferskvandet, der kaldtes apsu (sumerisk abzu), og som man tænkte sig Jorden flydende på.
Ea var også gud for visdom, landbrug, bygningsarbejde, magi, kunst og håndværk. Han blev fremstillet som en skægget mand ved rindende vand. Han var hovedgud i Eridu, som angiveligt var grundlagt af ham. Man tænkte sig, at Enki var bosat i Abzu (= Vanddybet, af sumerisk ab = vand, hav, zu = dyb) - det underjordiske ferskvandshav. Hans tempel i Eridu blev derfor kaldt E-Abzu  (e = sumerisk for "hus" eller "tempel"). 
Hans opvarter havde to ansigter ligesom den romerske gud Janus, og hed Usmu (sumerisk Isimud). 

## Enki og modergudinden Ninhursag
I flere sumeriske myter danner Enki og modergudinden Ninhursag par. "Ninhursag" betyder "Herskerinde over det hellige bjerg" og hendes tempel i Eridu hed E-Kur (= tempel [for] bjergdyb).
Sammen fik de datteren Ninsar (= Herskerinden af det grønne). Men sin datter Ninsar fik Enki datteren Ninkurra. Med sin datterdatter Ninkurra fik Enki datteren Uttu. Dette oldebarn blev også gravid med ham, men fik store smerter; hendes oldemor Ninhursag trak så Enkis sæd ud af pigen og gravede den ned i jorden, hvorfra de første otte planter i verden voksede frem. Da Enki så planterne, spiste han dem, og Ninhursag forbandede ham, så han blev syg i otte dele af kroppen. Hun helbredte ham derefter ved at føde en guddom for hver af de otte planter, der gjorde Enki syg. 

## Enki og hans datter Inanna
En sumerisk myte hedder Inanna og Enki (de sumeriske navne for Ishtar og Ea). Her kontrollerer Enki me, som er de naturlove, universet styres efter.
En dag kommer kommer hans datter, himmelgudinden Inanna, på besøg til Ea fra sin hjemby Uruk, i den skjulte hensigt at få fat i me og bringe dem til Uruk. Ea bliver glad for at se datteren: "Hun fik smørkage at spise. De skænkede koldt, forfriskende vand op til hende, og gav hende øl at drikke foran Løveporten." Hun skulle føle sig "som i en venindes hjem".  Inanna lykkes i at narre sin far til at give sig me, laster dem om bord i sin himmelbåd og skynder sig hjem til Uruk med sin dyrebare last. Da Enki opdager det, sender han Isimud efter hende med et følge av søuhyrer til den første af de syv stoppesteder mellem Eridu og Uruk. Inanna får imidlertid hjælp af sit sendebud, gudinden Ninshubur (= Herskerinden i øst), og lykkes i at få me bragt til Uruk. Myten afsluttes med, at Enki taler til Inanna; men teksten er så ødelagt, at man ikke ved, om han er vred på sin datter eller forsonlig. 